# Vysoké nad Jizerou
Vysoké nad Jizerou (în germană Hochstadt an der Iser) este o comună și un oraș din districtul Semily din regiunea Liberec din Republica Cehă. Are o populație de aproximativ 1.300 de locuitori.
Principalul obiectiv turistic al orașului Vysoké nad Jizerou este Biserica Sfânta Ecaterina din Alexandria din 1725–1734.

## Diviziuni administrative
Vysoké nad Jizerou este format din cinci diviziuni administrative (în paranteze populația conform recensământului din 2021):
- Vysoké nad Jizerou (819)
- Helkovice (36)
- Horní Tříč (131)
- Sklenařice (178)
- Stará Ves (56)

## Geografie
Vysoké nad Jizerou se află la aproximativ 16 kilometri (10 mi) sud-est de Jablonec nad Nisou⁠(d). Se află într-un peisaj deluros de la Poalele Munților Uriași. Cel mai înalt punct al comunei este dealul Petruškovy vrchy aflat la 720 metri (2.360 ft) deasupra nivelului mării.

## Istorie
Vysoké a fost fondat în secolul al XIV-lea. Prima mențiune scrisă despre Vysoké datează din anul 1352, iar de la 4 august 1354 a devenit oficial oraș sub numele latin de Alta Ciuitas.
Sticlăria din oraș a fost menționată din 1377.
Orașul a fost situat convenabil pe rute comerciale care i-au adus importanță. Dezvoltarea orașului Vysoké a fost împiedicată de Războiul de Treizeci de Ani, de foamete în 1771–1772 și de un mare incendiu în 1834, care a distrus aproape toate clădirile din lemn.

## Transporturi
Nu există căi ferate sau drumuri majore care să străbată teritoriul comunei.

## Sport
Vysoké nad Jizerou este cunoscută ca o stațiune de schi. Aici sunt două zone de schi, Větrov și Šachty.

## Obiective turistice
Principalul obiectiv turistic al orașului Vysoké nad Jizerou este Biserica Sfânta Ecaterina din Alexandria. A fost construită în stil baroc între 1725–1734.
Vysoké nad Jizerou găzduiește Muzeul de istorie locală Krakonoš⁠(d). Cea mai mare atracție a muzeului este Scena Nașterii în mișcare, precum și modele de căsuțe din lemn și Castelul Nístějka, o colecție de figuri Krakonoše, un ceas forjat, o expoziție de meșteșuguri locale și sute de alte exponate rare.

### Castelul Nístějka

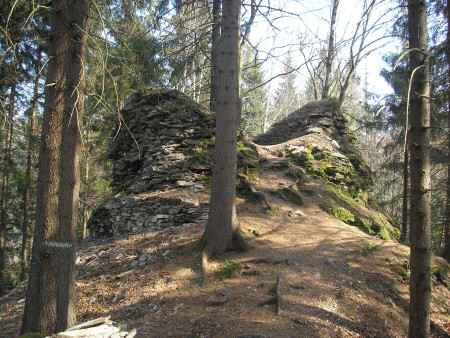
Una dintre părțile rămase ale Castelului Nístějka

Nístějka este o ruină a unui castel din Vysoké nad Jizerou fondat probabil în secolul al XIV-lea de familia Waldstein. În 1390, a fost cumpărat împreună cu așezarea Vysoké de către familia Vartemberk și în 1422 de familia Jenštejn . În jurul anului 1460, castelul a fost deținut  scurt timp de către regele George de Poděbrady, iar bunurile sale au fost atașate de Navarov. După 1519, castelul a fost pustiu, probabil datorită unui incendiu anterior.
Ruinele conțin rămășițe de turnuri, ziduri și pivnițe pe un promontoriu îngust și lung deasupra râului Jizera, lângă Hradsko. Castelul era alcătuit dintr-o cazarmă alungită protejată de un șanț și un turn cilindric și un mic castel interior. Pe stânci se afla curtea din spate cu un rezervor de apă și un palat dreptunghiular.
Castelul a fost declarat arie protejată datorită apariției plantei Hackelia⁠(d) deflexa⁠(d). În anii 1954, 1958 și 1972 au fost efectuate cercetări arheologice ale castelului.

## Persoane notabile
- Karel Kramář⁠(d) (1867–1930), politician. Prim-ministru al Cehoslovaciei[14]
- Josef Bím⁠(d) (1901–1934), soldat și schior[15]
- Dalibor Motejlek⁠(d) (născut în 1942), săritor cu schiurile[16]